# Александрувек (Ленчицький повіт)
Александрувек (пол. Aleksandrówek) — село в Польщі, у гміні Ґрабув Ленчицького повіту Лодзинського воєводства.